# Circolo elettorale del Reno

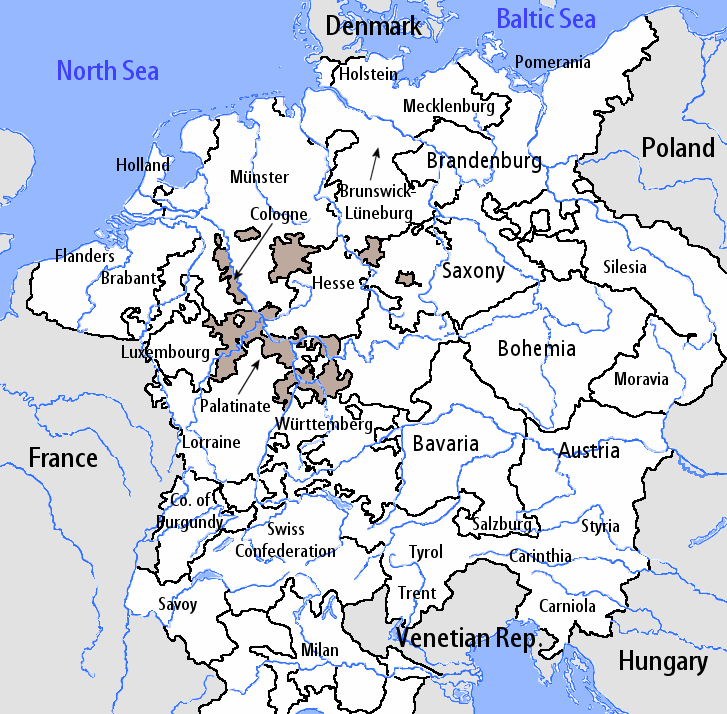
Mappa delle province imperiali del Sacro Romano Impero all'inizio del XVI sec. La provincia del Reno Elettorale è indicata in grigio-verde.

La provincia del Reno Elettorale  (Kurrheinische Reichskreis) fu una provincia o circolo imperiale del Sacro Romano Impero, creata nel 1512.
La provincia prese il nome a causa della più alta concentrazione di principi-elettori, sovrani di alcuni stati appartenenti al circolo (Magonza, Treviri, Colonia e Palatinato del Reno).

## Composizione
La provincia era formata dai seguenti stati:
| Stemma | Nome                | Tipologia       | Note |
| ------ | ------------------- | --------------- | --- |
|        | Beilstein           | signoria        | ai conti von Metternich |
|        | Colonia             | arcivescovato   | Principato elettorale; l'arcivescovo era cancelliere imperiale per l'Italia                                                                                               |
|        | Coblenza            | commenda        | Un gruppo di terre amministrato dall'Ordine Teutonico; 2ª Prelatura del Reno                                                                                              |
|        | Gelnhausen          | città imperiale | |
|        | Basso Isenburg      | contea          | in condominio tra l'elettore di Treviri e i principi di Chimay |
|        | Magonza             | arcivescovato   | Principato elettorale; l'arcivescovo era decano della Dieta e cancelliere imperiale per la Germania                                                                       |
|        | Neuenahr            | contea          | |
|        | Palatinato del Reno | contea palatina | principato elettorale alla linea palatina dei Wittelsbach |
|        | Rheineck            | burgraviato     | in condominio tra l'elettore di Colonia e i conti von Sinzendorf zu Ernstbrunn (1653)                                                                                     |
|        | Salm-Reifferscheid  | signoria        | |
|        | Thurn und Taxis     | baronia         | "Maestri delle Poste", famiglia principesca senza possedimenti nell'area, ma accolta con diritto di voto nel 1704 in merito al prestito di 80.000 talleri all'imperatore. |
|        | Treviri             | arcivescovato   | Principato elettorale; l'arcivescovo aveva diritto al primo voto alla Dieta ed era cancelliere imperiale per le Gallie                                                    |

- L’abbazia imperiale di San Massimino in Treviri fu mediatizzata nel 1669. Molto prima era stata abolita la prevostura di Selz.